# Marockos historia

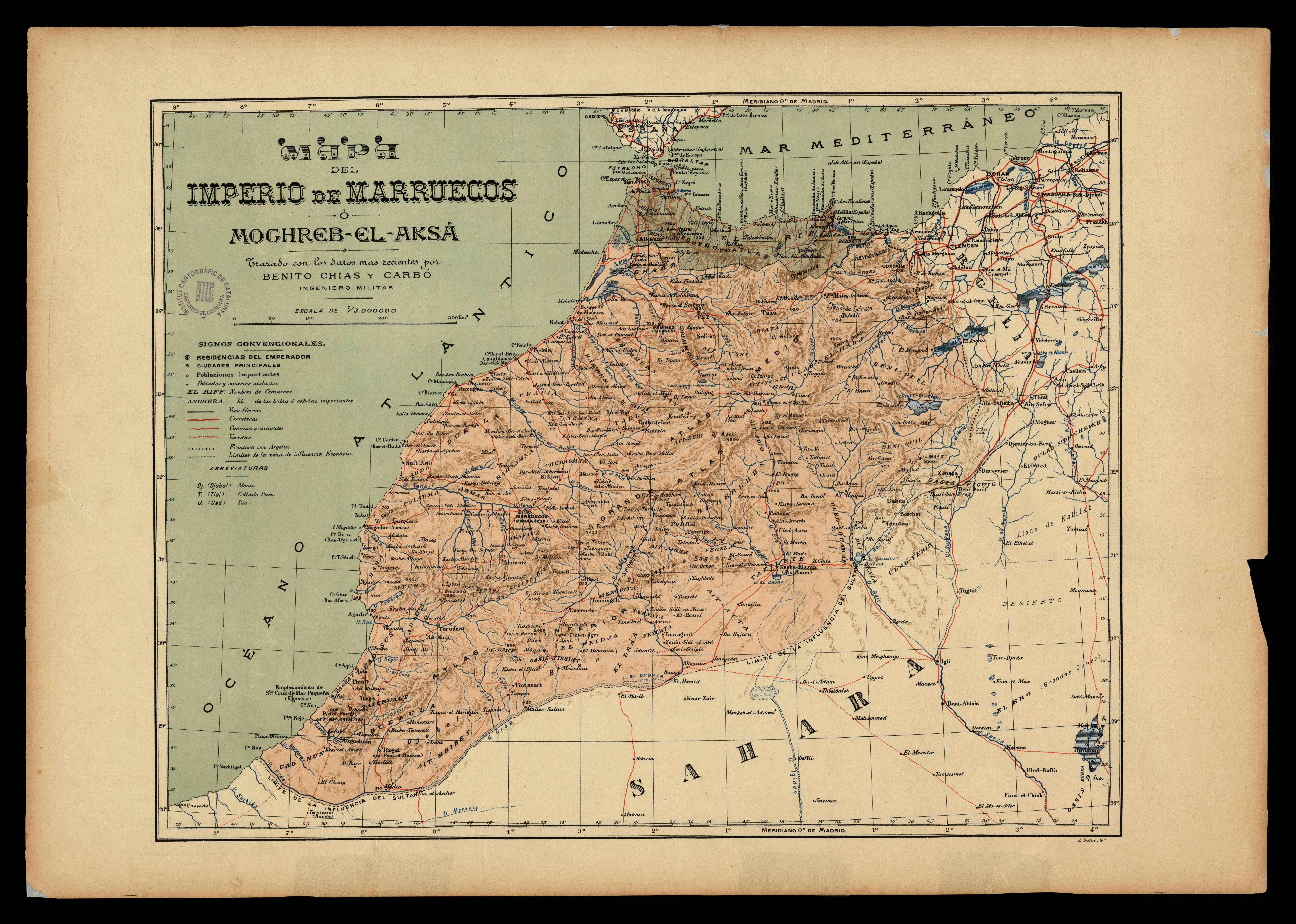
Marocko år 1915.

Marocko motsvarar romarnas Mauretania tingitana, västra delen av Mauretania.

## 429–682
Landet erövrades 429 av vandalerna, men redan efter Genseriks död (477) gjorde berberstammarna uppror, och då Marocko av Belisarius vid vandalväldets besegrande förenades med Östromerska riket (534), är det osäkert, hur långt inåt landet de bysantinska ämbetsmännens myndighet kunde göra sig gällande.
Från 618 räknades Marocko till de spanska västgoternas besittningar. Kristendomen hade där gjort stora framsteg, särskilt bland berberna; i synnerhet vann donatistiska och arianska läror insteg. Därtill bekände sig några stammar till judendomen.

## 682–980
Araberna inträngde i Marocko 682. Då kalifens fältherre Okba gick över Muluja, nödgades den bysantinske styresmannen (comes), som residerade i Ceuta, att underkasta sig. Okba erövrade Tanger och framträngde i söder till Tarudant. Den verkliga erövringen skedde dock först 705 genom Musa, sedermera Spaniens erövrare åt kalifen Walid I (705–715). En arabisk "emir av Maghreb" styrde sedan landet från det av Okba grundlagda Kairouan i Tunisien. Berberna konverterade till islam.
Från beroende under kalifatet frigjordes Marocko av en dit från Arabien flyktad ättling av kalifen Ali, Idris ibn Abdallah (Idris I, död 793), som där 788 grundlade idrisidernas dynasti.
Källa: Berlitz Marocko)
Idris, en av profeten Muhammeds ättlingar, kom till den romerska staden Volubilis år 788 och utsågs till kung. Han blev lönnmördad av Harun al Rashid, den mäktiga kalifen i Bagdar. Idris är begravd i en by med hans namn och är en av Marockos heligaste platser.
Såväl han som hans son Idris II (död 828), som 803 grundlade den nya huvudstaden Fès, verkade med stor framgång för det ortodoxa islams seger bland befolkningen.

## 980–1415
På 980-talet undanträngdes den sista idrisiden av den berbiska Maghrawa-dynastin, vars härskare sedan 1050-talet hårt ansattes av almoravidernas stridbara sekt. Almoravidledaren Jusuf-ibn-Taschfin, "emir el-muminin" 1061–1106, blev den nya dynastins grundläggare, anlade 1062 den nya huvudstaden Marocko (nuvarande Rabat) och härskade ända från Niger i söder upp till Ebro i norra Spanien.
En ny, än strängare ortodox folkrörelse störtade 1147 almoravidernas välde, och dennas bärare, almohaderna, härskade i Marocko, tills deras huvudstad Marocko 1269 intogs av meriniderna, en ur den berbiska beduinstammen Beni Merin framgången dynasti, som efter almohadernas stora nederlag mot de spanska kristna vid Tolosa (1212) börjat i norra Marocko uppbygga ett självständigt rike. Under meriniderna hemföll Marocko tidtals åt den vildaste anarki; ständiga tronstrider förekom, långa tider var Marocko uppdelat i småriken, och vid kusterna började portugiser och spanjorer göra motanfall mot de besvärliga sjörövarnästena.

## 1415–1631
Portugiserna intog 1464 Anafé (Casablanca) och 1471 Azilah, och 1506 grundlade portugiserna faktoriet Mazagan. Enhetens och regeringsmyndighetens återställande åstadkoms emellertid genom en ursprungligen arabisk, men sedan länge berberiserad scherifsläkt från sydligaste Marocko, Saadidynastin, som grundlagt ett rike i Sus, 1520 intagit huvudstaden Marocko och 1536 i ett "heligt krig" låtit massakrera den portugisiska garnisonen i Agadir. En av släktens medlemmar, Muhammed-el-mehdi (död 1557), intog omkring 1550 även Fès, och hans ätt härskade sedan över Marocko något mer än 100 år. Den portugisiske konungen Sebastian blandade sig i Saadidynastins inre tronstrider. Han dog i det ryktbara "tre-konungarslaget" vid Alcazar (Ksar el-Kébir) (4 augusti 1578), då även den ene pretendenten dog och den andre avled av sjukdom mitt under slaget.
Den nye emiren, Ahmed-el-dhahebi ("den gyllene", 1578–1603), gav riket dess största utsträckning, i det han bland annat erövrade Tuat och Timbuktu. Portugiserna fördrevs från nästan alla sina faktorier; endast spanjorerna lyckades vid kusten behålla några smärre besittningar, som de ännu innehar, de s. k. Presidios (viktigast är Ceuta och Melilla). Ahmed antog titeln kalif och prydde staden Marocko med ståtliga byggnader.

## 1631–1727
Kort efter hans död tog åter förfall och anarki överhand, tills en ny scherifsläkt, Filali-dynastin, härstammande från oasen Tafilet, ställde sig i spetsen för rikets samling och 1664 med Mulei-er-reschid (död 1672) besteg tronen, krossade bergsstammarnas självbestämmande och tilltvang sig lydnad från Udjda i nordöst till Sus i söder. Denna dynasti regerade länge, från 1912 dock under franskt protektorat.
Mäktigast var Marocko under Muleis bror och efterträdare, Mulei Ismail (1672–1727), en despot; handlingskraftig, men hänsynslöst grym. Han residerade mestadels i Mekines, organiserade en mycket respektabel armé, delvis bestående av bokharis och kristna renegater. Från portugiserna tog han el Araïsch (Larache) och Azilah samt besatte det 1661 av Portugal till England avträdda och 1684 av engelsmännen frivilligt utrymda Tanger. Till sitt väldiga harem var han dristig nog att genom frieri hos Ludvig XIV söka förvärva dennes dotter, prinsessan av Conti. Det marockanska sjöröveriet, ända från medeltiden bedrivet särskilt i kuststäderna Saleh, Mehediya, el Araïsch och Tanger, nådde under hans regering sin höjdpunkt, och de kristna slavarnas antal i Marocko beräknades mot 1600-talets slut tidtals uppgå till 25 000.

## 1727–1893
Efter en tid av förfall och tronstrider efter Ismails död inträdde en ny blomstringstid under Sidi Muhammed (1757–1790). Han nödgade (1769) portugiserna att utrymma sin sista marockanska besittning, Mazagan, anlade den viktiga handelsstaden Mogador och slöt med flera europeiska stater, bland dem Sverige och Danmark, fördrag om penningtribut för frihet från handelsfartygens oroande av kapare. En del ansatser att i Marocko införa europeisk civilisation torde ha utgått från de kristna och renegater han i rätt stort antal använde på viktiga ämbetsposter.
Hans yngre son, Mulei Soliman (1794–1822), förbjöd sjöröveriet, frigav alla kristna slavar och sökte i möjligaste mån inskränka Marockos förbindelser med de europeiska nationerna. Under dennes brorson Abd-ar-rahman (1823–59) löstes omsider Sverige och Danmark 1845, sist av alla europeiska stater, från tributen till Marocko. Sonen Sidi Muhammed (1859–73) förde 1859–60 ett olyckligt krig med spanjorerna, som sände 40 000 man i fält, intog Tetuan och beredde sig att erövra även Tanger, då fred under engelsk påtryckning kom till stånd och Marocko måste betala drygt skadestånd för de anfall av de oregerliga Rifkabylerna mot spanjorernas besittningar, vilket föranlett kriget. I övrigt förlöpte hans regering fredligt. Den inre ordningens stadgande upptog även hans son och efterträdare Mulei Hasan (1873–1894), som nästan ständigt var stadd på resor för att ordna rättskipningen, stävja de svårhanterliga provinsståthållarnas självrådighet och indriva skatter. Sus bragtes 1882 från en lång tids faktiskt oberoende åter under sultanens myndighet. Han sökte på det hela taget med framgång begagna sig av de europeiska makternas inbördes rivalitet för att utestänga deras inflytande i Marocko. Dock reglerades på konferensen i Madrid 1880 dessa makters handelsrättigheter och rätt att under sin jurisdiktion upptaga skyddsförvanter.

## 1893–1902
Nya oroligheter i Rifområdet framkallade 1893 en konflikt med Spanien, som genom ett fördrag 1894 erhöll ansenligt skadestånd. Hasan efterträddes av en bland sina yngre söner, den femtonårige Abd-el-Asis (1894–1908). Till 1900 fördes styrelsen av hans förmyndare Si Ahmed ben Musa, men efter dennes död samma år valde sig Abd-el-Asis helt nya rådgivare och påbörjade en omogen "civilisatorisk" politik med kritiklöst upptagande av allehanda europeiska nyheter och välmenta, men något ytliga reformförsök, som framkallade starkt missnöje bland den muslimska befolkningen. Detta tog sig uttryck bland annat i ett 1902 utbrytande farligt uppror under Bu-Hamara, vilket med växlande krigslycka fortfor under Abd-el-Asis hela regeringstid och först av hans efterträdare, med franska militärers hjälp, kuvades (i augusti 1909, varefter Bu-Hamara, som utgivit sig för att vara Sidi Muhammeds äldste son Mulei Muhammed, underkastades grym tortyr och avrättades i september samma år).

## 1902–1906
Vid Abd-el-Aziz hov rivaliserade England och Frankrike om det övervägande inflytandet vid förvaltningsreformernas planerande och handelsförmåners beviljande åt europeiska köpmän; förutom engelsmän och fransmän började även tyskar och österrikare att av marockanska regeringen söka utverka leveranskontrakt, koncessioner för övertagande av allmänna arbeten osv.
Den engelsk-franska rivaliteten upphörde emellertid genom den ryktbara överenskommelsen ("ententen") mellan England och Frankrike 8 april 1904. I fråga om Marocko innehöll den, förutom erkännande av Marockos oberoende och integritet, att England, mot motsvarande förmåner i Egypten, erkände Frankrikes övervägande politiska inflytande i Marocko och gav franska regeringen fria händer att "bevara ordningen i landet och lämna bistånd vid alla administrativa, ekonomiska, finansiella och militära reformer, som där befinnas nödiga". Frankrike garanterade, att inga befästningar skulle anläggas på den marockanska kusten vid Gibraltars sund; ömsesidig likställighet i ekonomiska fördelar stadgades för 30 år framåt, och England förband sig att lämna diplomatiskt stöd åt Frankrikes politik i Marocko (liksom Frankrike åt Englands i Egypten). Vad Frankrike härvid åsyftade var närmast ohindrat tillfälle till s.k. "fredlig genomträngning" (pénétration pacifique) av Marocko, där Frankrike hoppades vinna förhärskande politiskt inflytande och stora ekonomiska fördelar, samt att under alla förhållanden trygga Algeriets västgräns mot angrepp från marockanska trupper eller upprorsskaror, som annars skulle kunna tänkas stödja upprorstendenser bland det sydligaste Algeriets oroliga befolkning. Farhågor för växande tyskt inflytande i Marocko, vilket särskilt under konflikter i Europa kunde bli farligt och binda de franska trupperna i Algeriet, torde även ha påverkat franska regeringens politik, och på sina håll åsyftade man nog redan nu att med tiden förvandla Marocko till ett av Frankrike beroende protektorat liksom Tunisien.
Spaniens godkännande av den nya situationen vanns genom två fördrag (oktober 1904 och september 1905), vari franska och spanska "intressesfärer" utstakades och militäriskt uppträdande i samförstånd avtalades, för den händelse den överhandtagande anarkin i Marocko därtill skulle ge anledning.
Våren 1905 sökte franske ministerresidenten i Tanger, Saint-René Taillandier, vid besök i Fès, avpressa sultanen samtycke till ett franskt reformprogram för Marocko, men då man i Tyskland ansåg, att han uppträdde som om han vore bärare av ett allmänt europeiskt mandat, samt att de franska förslagens antagande av sultanen skulle sätta tyska ekonomiska intressen i fara, beslöt man korsa de franska planerna genom ett uppseendeväckande motdrag: under en kryssning i Medelhavet besökte kejsar Wilhelm II Tanger (31 mars) och gav där samtalsvis energiskt uttryck åt sin uppfattning, att sultanen var fri härskare över ett fritt land och att Tyskland utan mellanhänder ville förhandla med Marocko om tryggande av tyska intressen där, som vore likaberättigade med andra makters. Uppmuntrad av detta stöd, tillbakavisade sultanen (28 maj) det franska reformprogrammet och föreslog – inspirerad av Tyskland – en internationell konferens för rådplägning om bästa sättet för nödvändiga reformers genomförande. Franske utrikesministern Delcassé var benägen för att, även med risk för krig, utan vidare avvisa konferensförslaget, men han fick inte det övriga kabinettet med sig och avgick då (6 juni). Premiärministern Rouvier, som övertog utrikesportföljen, var medgörligare, och efter en månads förhandlingar avvecklades den kritiska situationen genom Frankrikes accepterande av konferensplanen på vissa villkor: sultanens oberoende och Marockos integritet, ekonomisk likställighet för alla makter i Marocko, nyttan av polis- och finansreformer samt Frankrikes särskilda intresse som grannstat av ordningens upprätthållande i Marocko erkändes som ledande grundprinciper för den beramade konferensens förhandlingar. Genom särskild överenskommelse den 28 september bestämdes grunddragen av konferensprogrammet, det godkändes (28 oktober) av sultanen, och efter något dröjsmål kunde konferensen samlas i den spanska staden Algeciras (16 januari 1906). 
Efter mödosamma förhandlingar undertecknades (7 april samma år) Algeciras-konferensens slutakt av representanter för Marocko, de sex europeiska stormakterna samt Förenta staterna, Spanien, Sverige, Nederländerna, Belgien och Portugal. Dess viktigaste bestämmelser var följande. I de åtta för utrikeshandel öppna hamnarna (Tetuan, Tanger, el Araïsch, Rabat, Casablanca, Mazagan, Safi och Mogador) skulle, till en början för fem år, under sultanens suveräna auktoritet, men med franska och spanska instruktörer – enligt särskild uppdelning – och med en schweizisk generalinspektör organiseras en polisstyrka, vars manskap och underbefäl skulle vara muslimska marockaner. För denna polisorganisations och allmänna arbetens finansiering skulle en marockansk statsbank upprättas med monopol på sedelutgivningsrätt och uppgift bland annat att tjänstgöra som statens räntekammare och inom vissa gränser lämna marockanska regeringen mindre förskott samt fungera som dess kreditanstalt. De på kongressen företrädda makterna fick rätt att teckna andelar i begynnelsekapitalet, varjämte två andelar tillerkändes det konsortium av franska banker, som vid konferensens början var Marockos ende fordringsägare och som i gengäld uppgav sin företrädesrätt vid statslåns upptagande. Särskilda bestämmelser träffades om undertryckande av vapeninsmuggling samt tull- och skatteväsendets reorganisation. Som allmän regel vid offentliga arbetens utförande skulle "adjudikationsgrundsatsen" (om fritt utbud åt hugade spekulanter) gälla; utlänningar skulle äga rätt att i alla delar av Marocko förvärva fast egendom. Som konferensaktens ledande grundsatser anfördes upprätthållandet av sultanens suveränitet och hans rikes integritet samt av ekonomisk frihet i Marocko för alla nationer.

## 1907–1911

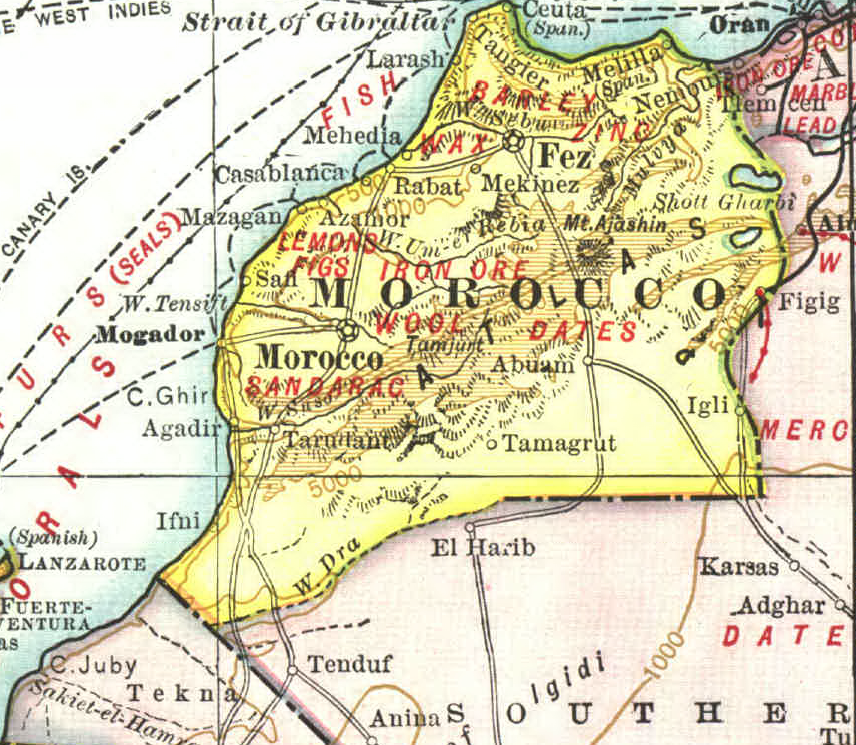
Marocko år 1909.

Den främlingsfientliga upprorsrörelsens raska tillväxt i olika delar av Marocko omöjliggjorde, att det i Algeciras överenskomna reformprogrammet mer än mycket fragmentariskt kunde sättas i verket. Statsbanken började emellertid 1907 sin verksamhet (med säte i Tanger), och början gjordes till hamnpolisväsendets internationella organisation med franska och spanska instruktörer.
Mordet på en fransk läkare, dr Mauchamp, i staden Marocko (19 mars 1907) föranledde Frankrike att (29 mars) som pant för upprättelses erhållande och reformarbetets igångsättande "tills vidare" (genom general Lyautey) ockupera det nära Algeriets gräns liggande Udjda. Upprättandet av tullkontroll i Casablanca föranledde där (30 juli samma år) ett främlingsfientligt tumult, varvid åtta europeiska arbetare vid därvarande hamnbyggnad mördades. Européerna i staden hotades av allmän massaker, och då en i hast ditsänd fransk kryssare landsatte en trupp matroser till konsulatets skydd, uppstod (5 augusti) en gatustrid, som i sin ordning föranledde stadens bombardering (samma dag). 3 000 franska soldater landsattes (9 augusti) och ockuperade staden. Bergsstammarna i trakten ryckte nu till anfall, och först efter upprepade utfall lyckades den franske befälhavaren, general Drude, någorlunda pacificera stadens närmaste omnejd.
Under tiden hade en av sultanens äldre bröder, ståthållaren över södra Marocko, Mulei Hafid, som redan i maj i staden Marocko utropats till mot-sultan, i söder organiserat den främlingsfientliga rörelsen, som efter händelserna i Casablanca tilltog med jättesteg, och längst i nordöst överföll stammen Beni Snassen de franska trupperna vid Udjda och längs Algeriets västgräns. Sistnämnda resning undertrycktes raskt av general Lyautey (november 1907-januari 1908), men sultan Abd-el-Asis förmådde snart ej upprätthålla ens skenet av regeringsmakt och nödgades nästan overksam bevittna, hur Mulei Hafid erkändes som sultan på allt flera ställen i landet. Den senares anhängare i Fès proklamerade honom där till sultan (4 januari 1908), och han kunde 7 juni hålla sitt intåg där. Abd-el-Asis försökte då från Rabat ett motanfall mot södra Marocko, men hans trupper blev (augusti) i grund slagna nära staden Marocko; i november var Mulei Hafid allmänt erkänd i hela landet, och Abd-el-Asis vistades som en maktlös flykting under europeiskt skydd i Tanger.
Hafid avstod emellertid visligen från att låta den segrande resningen övergå i ett "heligt krig" mot européerna i Marocko och anhöll i stället om makternas erkännande av hans nya ställning och lovade iakttaga avtalen i Algeciras. Frankrike och Spanien avfordrade honom åtskilliga speciella garantiförbindelser, varemot tyska regeringen, som tidigast av alla sänt en konsulär representant till Fès under den nya regimen, var obenägen för garantikravens pressande. De accepterades emellertid (december) av Hafid, varefter han (9 januari 1909) formligen erkändes av makternas ombud. Den avsatte Abd-el-Asis fick nöja sig med en pension.
Fransmännen hade 1908 fortsatt sina militäriska operationer inåt landet från Casablanca och under förevändning av nödvändigheten av att återställa ordningen besatt hela det av Chauija-stammen bebodda området. En i september inträffad, några dagar rätt hotande fransk-tysk konflikt rörande några tyska undersåtars försök till desertering i Casablanca från främlingslegionen och den behandling en tysk konsulatstjänsteman därvid fick erfara av fransk hamnpolis, "Casablanca-episoden", avvecklades i godo genom hithörande tvistefrågors hänskjutande till permanenta skiljedomstolen (Haagtribunalen), vars utslag föll i maj 1909. Denna episod visade emellertid, hur stark spänningen var mellan Frankrike och Tyskland i Marockofrågan. Ett försök till utjämning skedde genom den fransk-tyska överenskommelsen 8 februari 1909. Enligt denna förklarade sig Tyskland ha endast ekonomiska intressen i Marocko samt erkände, att Frankrikes speciella politiska intressen var intimt förbundna med ordningens upprätthållande i landet. Tyskland förklarade sig inte lägga hinder i vägen för dessa franska politiska intressen, och Frankrike å sin sida förpliktade sig att inte lägga hinder i vägen för Tysklands kommersiella och industriella intressen i Marocko. För bättre samförstånds vinnande skulle de båda regeringarna i stället söka "associera" sina undersåtars intressen i ekonomiska företag i Marocko.
Till en början framkallade denna överenskommelse en något lugnare politisk situation i Marocko, där sultan Hafid under 1909 småningom konsoliderade sin regeringsmakt, medan oroligheter i Rifområdet föranledde en ganska omfattande och långvarig spansk expedition mot kabylerna i Melillas omnejd. Sultanen, understödd av sin skicklige utrikesminister, El-Mokri, lyckades omsider genom en överenskommelse i Madrid med Spanien (15 november 1909) reglera en del genom anarkin i Rif-området föranledda tvister och på våren 1910 i Paris uppnegociera ett länge efterlängtat statslån, men i den mån han inlät sig på större förtrolighet med utländska makter, särskilt Frankrike, tilltog på nytt jäsningen bland befolkningen, och i februari 1911 utbröt på flera håll våldsamma upprorsförsök.
Då de upproriska hotade Fès, beslöt fransmännen, som under föregående år stadgat sin ställning i Chauija-området, att "till i Fès boende européers undsättning" dit avsända en stark expedition under general Moinier, samtidigt med att general Toutée från Oran inryckte i Marocko över Mulujafloden och från detta håll understödde Moiniers framryckning till Fès, där denne intågade i maj. Straffexpeditioner mot de upproriska utsändes, den franskfientlige storvesiren El-Glaui ersattes med den franskvänligare El-Mokri, sultanens egna trupper fick franska officerare och underofficerare till instruktörer, och på sultanens regeringshandlingar utövade fransmännen ett bestämmande inflytande.
Misstämningen häröver steg nu hastigt hos tyska regeringen, allra helst som överenskommelsen av 8 februari 1909 inte fått den utjämnande inverkan, som påräknats. Den i utsikt ställda "associationen" av tyska och franska ekonomiska intressen kom varken att realiseras i fråga om gruvindustri, järnvägsbyggnader eller andra allmänna arbeten, utan rivaliteten på dessa områden fortfor och framkallade ständiga slitningar mellan de båda regeringarna. Bl. a. hade den tyska firman "Gebrüder Mannesmann" redan 1908 av sultanen utverkat omfattande gruvkoncessioner, vilkas giltighet bestreds av den under fransk ledning ställda internationella kapitalsammanslutning, Union des mines, som efter fransk-tyska överenskommelsen bildats för att exploatera Marockos mineralfyndigheter. Gång på gång gjordes misslyckade försök att under diplomatisk förmedling åstadkomma en uppgörelse mellan de båda företagen, och i avvaktan på en sådan måste hela den marockanska gruvlagstiftningen uppskjutas, och från ingetdera hållet kunde början göras med någon gruvdrift. Liknande intressetvister hindrade fastställandet av en länge som behörig erkänd plan för marockanska järnvägsbyggnader.
Då återverkan av den jäsning fransmännens marsch till Fès framkallat bland befolkningen hotade att förspörjas även i södra Marocko, tog sig tyska regeringen därav anledning att till den sydmarockanska hamnen Agadir sända ett krigsfartyg (kanonbåten Panther, 1 juli, fem dagar senare avlöst av kryssaren Berlin) för att "vid behov lämna hjälp och skydd åt de tyska undersåtarna och skyddsförvanterna samt åt de betydande tyska intressena i dessa trakter", till dess "lugn och ordning återinträtt i Marocko".
Denna plötsligt vidtagna och starkt uppseendeväckande demonstration föranledde upptagande av nya förhandlingar mellan Frankrike och Tyskland om deras mellanhavanden inte bara i Marocko, utan även i Kamerun och franska Kongo. Förhandlingarna beledsagades av en tidtals mycket häftig presspolemik och hotade gång på gång att avbrytas, i vilket fall omedelbar krigsfara skulle ha inträtt. Stort uppseende väckte särskilt ett tal av engelske finansministern Lloyd George (21 juli), vari under vissa förutsättningar engelsk inblandning i konflikten ställdes i utsikt, vilket ytterligare tillspetsade situationen. Omsider inträdde emellertid en utjämning, och 4 november 1911 undertecknades en tysk-fransk överenskommelse dels om Marocko, dels om gränsreglering mellan Kamerun och Franska Kongo. Enligt denna gavs det åt Frankrike fria händer att upprätta ett protektorat över Marocko, varjämte alla nationers och särskilt Tysklands rent ekonomiska intressen i utförliga detaljbestämmelser erhöll nödiga garantier under den nya ordningen. Slitningar hade sedan marschen till Fès förekommit även mellan Frankrike och Spanien, som fruktade att mista sin tidigare med Frankrike avtalade intressesfär och därför även vidtog militära anstalter till skyddande av sina intressen, särskilt i el Araïsch och Alcazar.

## Franska och spanska protektoraten 1912–1956

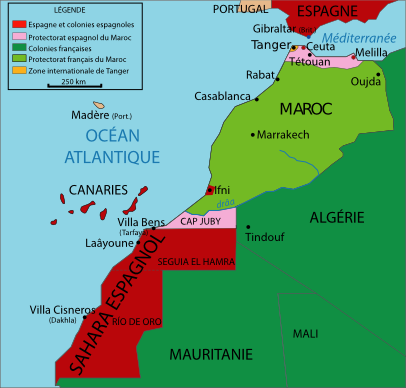
Franska protektoratet – ljusgrönt; franska kolonier – mörkgrönt; Spanska protektoratet – skärt; spanska kolonier (och Spanien) – rött; den internationella zonen Tanger – gult.

Fördraget 30 mars 1912 om Frankrikes protektorat över större delen av Marocko (Franska Marocko: allt utom den internationella Tanger-zonen, spanska zonen i norr och den lilla spanska enklaven Ifni i söder) garanterade sultanens suveränitet, den muslimska kulturens frihet och de religiösa institutionernas helgd. Hos sultanen representerades franska regeringen av en generalresident (fr. commissaire resident general), som utövade alla Frankrikes befogenheter i Marocko, var sultanens utrikesminister och ende förmedlaren av hans förbindelser med främmande makters representanter. Generalresidenten kontrasignerade sultanens lagdekret och utfärdade själv dekret, som var av bindande natur för den franska delen av förvaltningen och av befolkningen. Han var dessutom ledare för alla förvaltningsgrenar och högste befälhavare över Marockos land- och sjöstridskrafter.
Den spanska zonens (Spanska Marocko) gränser och Spaniens protektoratsrättigheter bestämdes genom ett fördrag i Madrid 27 november 1912, enligt vilket Spanien skulle vaka över lugnet i zonen och där bistå Marockos regering med nödiga administrativa, ekonomiska, finansiella, judiciella och militära reformer med bibehållande av sultanens civila och religiösa myndighet inom zonen.
Under första världskriget kunde generalresidenten marskalk Lyautey, på det hela taget upprätthålla lugn och ordning inom Marockos franska zon trots varjehanda uppviglingsförsök. Större svårigheter med den inhemska befolkningen hade däremot Spanien i sin zon, i det att Rifbergens stammar alltjämt befann sig i krigstillstånd med ockupationstrupperna.
I september 1921 utropade sig Rif-stammarnas konfederala republik som självständig, under ledning av Abd el-Krim. Efter ett kraftfullt militärt ingripande från Frankrike och Spanien slogs dock upproret ner, Rifrepubliken upplöstes 1926, och kolonialstyret fortsatte som tidigare.
I Madridfördraget 1912 bestämdes bland annat, att Tanger med närmaste omnejd skulle erhålla en särskild internationell regim; mellan Frankrike, Spanien och Storbritannien ingicks därom 18 december 1923 en konvention.

## Efter självständigheten
Sedan självständigheten från Frankrike 1956 har landet styrts av tre kungar: Muhammed V (till 1961), Hassan II (1961-1999) och Muhammed VI (från 1999). Den kung som främst format landet är Hassan II, som styrde i nästan fyra decennier efter självständigheten. Utrikespolitiskt upprätthöll han goda relationer med Frankrike och USA, men kom i konflikt med Algeriet och Mauretanien, vars territorium han (liksom Västsahara) ansåg ingick i Stormarocko. Ett kort krig utkämpades 1963 med Algeriet, men ledde inte till de gränsjusteringar som kungen önskat. Inrikespolitiskt styrde Hassan II med hård hand och hålls ansvarig för många människorättskränkningar, bland annat i samband med Västsaharakonflikten (se nedan), men också mot marockanska oppositionella – mest känd är sannolikt Mehdi Ben Barka, en oppositionsledare som kidnappades och antas ha mördats i Paris på 1960-talet. Flera statskuppsförsök gjordes mot kungen i början på 1970-talet, och kom mycket nära att döda honom. En rad politiska dissidenter hölls fängslade under hårda villkor i fängelser som Tazmamart. Från och med 1975 lugnade läget ner sig, när en nationalistisk kampanj drogs igång för att annektera grannterritoriet Västsahara, vilket tillät kungen att framställa sig som folkledare och sätta armén i arbete.
Ockupationen av Västsahara blev emellertid en svår börda för landets bräckliga ekonomi, och från och med tidigt 1980-tal hade situationen återigen förvärrats, med omfattande strejker, protester och demonstrationer som slogs ner av polis. Vid samma tid växte slumområden runt marockanska städer upp, som ett resultat av de ekonomiska problemen, och en islamistisk rörelse började växa sig stark där. Från slutet av 1990-talet mildrades hans styre något, och ekonomiska reformer och satsningar på turism ledde till förbättrade statsfinanser, även om fattigdomen fortfarande är utbredd. Efter Muhammed VI:s trontillträde har regimen i Marocko liberaliserats ytterligare. Fortfarande är landet dock i praktiken helt kontrollerat av kungen, som bland annat tillsätter premiärministrar och regeringar och kan upplösa parlamentet, och det är strikt förbjudet att kritisera eller ifrågasätta honom eller hans beslut. Den oberoende pressen har blivit relativt frispråkig sedan 1990-talets slut, men under 2005 och 2006 stängdes flera tidningar av regeringen för kritik mot kungen eller i Västsaharafrågan, och åtskilliga journalister har fängslats. TV-medierna förblir i kungahusets händer.
De goda relationerna med USA och Frankrike har fortsatt under Muhammad VI. Under 2000-talet har islamistiska terrorattentat drabbat flera av Marockos städer, bland annat Casablanca, efter vilka landet har samarbetat tätt med USA i "kriget mot terrorismen", även om inhemska människorättsgrupper menar att det alltför ofta skett genom tortyr. Marocko utsågs år 2004 till en "major non Nato ally" av USA, den högsta status en militärt allierad nation kan få förutom Nato-medlemskap.

## Ockupation av Västsahara

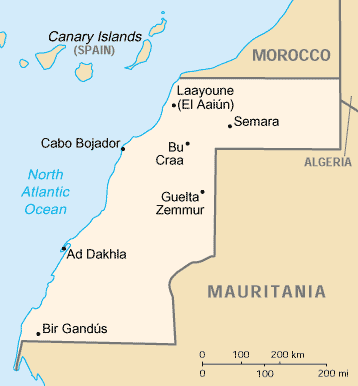
Karta över Västsahara.

Efter att kolonialmakten Spanien 1975 gav upp sitt anspråk på Västsahara invaderade Marocko och Mauretanien den forna kolonin. Detta efter ett avtal Spanien, Marocko och Mauretanien sinsemellan, Madridavtalet, som sade att Mauretanien och Marocko skulle få ta över landet efter Spanien – men invånarna i Västsahara tillfrågades inte.  Detta avtal erkändes aldrig av FN, som fortfarande kräver att ursprungsbefolkningen får avgöra landets öde i en fri folkomröstning, och betraktar det som ett icke-självstyrande område, det vill säga i praktiken Afrikas sista koloni.
Mauretanien besegrades militärt av den västsahariska motståndsrörelsen, Polisario, som även var ute efter att besegra Marocko. Efter att Marocko fått ökat militärt stöd från USA, Frankrike och Saudiarabien lyckades Marocko dock ockupera större delen av Västsahara. Marocko byggde en över 200 mil lång mur tvärs igenom Västsahara, från nord till syd, för att hålla Polisario borta (Polisario uppehöll sig främst i Västsaharas nordöstra delar). Större delen av den västsahariska befolkningen drevs på flykt till flyktingläger i Algeriets öken, där de bor än idag och utgör Polisarios främsta stöd.
1991 skrev Marocko och Polisario under ett fredsavtal framtaget av Förenta nationerna (FN) och Afrikanska unionen (AU). Det västsahariska folket skulle få folkomrösta om huruvida landet skulle tillhöra Marocko eller vara självständigt. Marocko krävde dock att de ungefär 200 000 marockanska bosättare som flyttat till Västsahara efter ockupationen den 27 februari 1976 (ungefär dubbelt så många som de västsaharier som lever i det ockuperade Västsahara) skulle få rösta om landets framtid, och omröstningen drog ut på tiden. Än idag har ingen omröstning genomförts (september 2019), och Polisario hotar nu att återuppta sitt gerillakrig om inte FN och omvärlden tvingar Marocko att leva upp till avtalet.